# 宁乡市
宁乡市由中国湖南省直辖，长沙市代管。地处湖南省东偏北洞庭湖南缘地区。宁乡为湖南最具实力的县市之一，宁乡市为长沙大河西先导区的一部分，市境东北部的城区（包括玉潭街道、城郊街道、白马桥街道、历经铺街道、金洲镇、夏铎铺镇）及周边地区（双江口镇、朱良桥乡、坝塘镇）被划入了省会长沙市的城市规划区内。全市辖域总面积为2,906平方公里，常住总人口为126.33万人，市人民政府驻玉潭街道。

## 行政区划
宁乡市下辖4个街道办事处、21个镇、4个乡：
玉潭街道、白马桥街道、历经铺街道、城郊街道、道林镇、花明楼镇、东湖塘镇、夏铎铺镇、双江口镇、煤炭坝镇、坝塘镇、灰汤镇、双凫铺镇、老粮仓镇、流沙河镇、巷子口镇、龙田镇、横市镇、回龙铺镇、黄材镇、大成桥镇、青山桥镇、金洲镇、大屯营镇、资福镇、菁华铺乡、喻家坳乡、沙田乡和沩山乡。

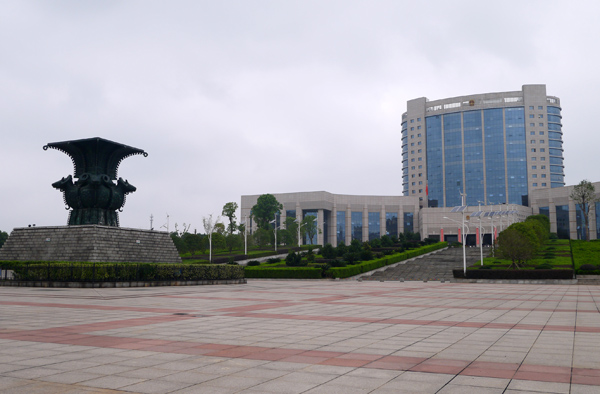
宁乡市府广场

宁乡在1982年全境划分为13县辖区（含区级镇），下辖78个乡和乡级镇；经过1995年“撤区并乡”，合并为16镇、19乡共计35个乡镇；2004年全境分为18个镇、15个乡；之后回龙铺乡和谐乐桥乡改为镇建制，变成18镇、17乡镇；2005年祖塔乡与沩山乡合并设立沩山乡，崔坪乡与黄材镇合并设立黄材镇，全民乡更名为金洲乡，2009年金洲乡撤乡设镇成立金洲镇；另外自双江口镇将茶亭寺、石头坑2村划归城郊乡管辖。到2013年，宁乡下辖1个国家级经济技术开发区-宁乡经济技术开发区、1个省级经济技术开发区-金洲新区以及33个街乡镇，其中4个街道办事处、21个镇、8个乡；共计423个村级区划，其中375个行政村和47个社区，其中城区包含4个街道办事处，23个社区，14村；共38万人 共124.16平方公里。
| 宁乡市现行行政区划 （村级区划数据截止2009年末） |       |      |           |        |                |        |      |
| 行政区                                          | 面积  | 人口 | 区划代码  | 邮编   | 行政驻地       | 行政村 | 社区 |
| 宁乡经济开发区                                  | 60    | 20   | 430124    | 410600 | 宁乡大道       | 5      | 10   |
| 宁乡市                                          | 2906  | 132  | 430124    | 410600 | 玉潭街道办事处 | 375    | 47   |
| 玉潭街道                                        | 21.3  | 20   | 430124100 | 410600 | 塘湾社区       | 1      | 12   |
| 城郊街道                                        | 46.36 | 10   | 430124217 | 410600 | 关心           | 4      | 7    |
| 白马桥街道                                      | 22.8  | 5    | 430124215 | 410600 | 仁福           | 2      | 3    |
| 历经铺街道                                      | 37.0  | 3.39 | 430124216 | 410600 | 新宝塔         | 7      | 1    |
| 夏铎铺镇                                        | 103.4 | 3.58 | 430124104 | 410604 | 夏铎铺         | 12     | 1    |
| 金洲镇                                          | 59.8  | 2.83 | 430124201 | 410639 | 全民           | 9      | 2    |
| 花明楼镇                                        | 116.5 | 5.53 | 430124102 | 410611 | 花明楼         | 17     | 1    |
| 煤炭坝镇                                        | 70.3  | 3.42 | 430124106 | 410609 | 煤炭坝         | 12     | 1    |
| 双凫铺镇                                        | 89.6  | 3.56 | 430124110 | 410624 | 双凫           | 11     | 1    |
| 黄材镇                                          | 258.9 | 6.76 | 430124115 | 410627 | 黄材           | 24     | 1    |
| 大成桥镇                                        | 58.7  | 3.06 | 430124208 | 410623 | 大成桥         | 7      | 2    |
| 坝塘镇                                          | 103.7 | 3.99 | 430124107 | 410618 | 坝塘           | 14     | 1    |
| 道林镇                                          | 130.6 | 5.39 | 430124101 | 410615 | 道林           | 14     | 1    |
| 东湖塘镇                                        | 135.6 | 4.66 | 430124103 | 410612 | 东湖塘         | 14     | 1    |
| 横市镇                                          | 122.0 | 4.96 | 430124116 | 410626 | 横市           | 13     | 1    |
| 灰汤镇                                          | 43.2  | 2.26 | 430124109 | 410622 | 汤泉           | 6      | 1    |
| 回龙铺镇                                        | 68.9  | 3.37 | 430124117 | 410606 | 回龙铺         | 13     | 1    |
| 老粮仓镇                                        | 125.3 | 5.87 | 430124111 | 410632 | 老粮仓         | 20     | 2    |
| 流沙河镇                                        | 134.8 | 6.12 | 430124112 | 410635 | 荷林           | 18     | 2    |
| 龙田镇                                          | 72.0  | 2.12 | 430124114 | 410631 | 龙田           | 8      | 1    |
| 青山桥镇                                        | 134.8 | 4.84 | 430124210 | 410636 | 青山桥         | 16     | 1    |
| 双江口镇                                        | 88.0  | 5.22 | 430124105 | 410601 | 双江口         | 13     | 1    |
| 巷子口镇                                        | 105.8 | 4.36 | 430124113 | 410629 | 巷子口         | 12     | 1    |
| 偕乐桥镇                                        | 74.4  | 3.29 | 430124108 | 410622 | 偕乐桥         | 9      | 1    |
| 大屯营镇                                        | 100.3 | 4.13 | 430124200 | 410616 | 石家湾         | 13     |      |
| 枫木桥乡                                        | 25.6  | 3.48 | 430124207 | 410634 | 枫木           | 11     |      |
| 菁华铺乡                                        | 65.7  | 2.98 | 430124203 | 410600 | 菁华铺         | 10     |      |
| 南田坪乡                                        | 64.0  | 2.74 | 430124205 | 410619 | 南田坪         | 10     |      |
| 沙田乡                                          | 74.2  | 3.20 | 430124213 | 410643 | 沙田           | 13     |      |
| 沩山乡                                          | 102.6 | 2.40 | 430124211 | 410644 | 密印寺         | 10     |      |
| 喻家坳乡                                        | 95.6  | 3.82 | 430124209 | 410625 | 喻家坳         | 10     |      |
| 朱良桥乡                                        | 82.8  | 3.31 | 430124202 | 410600 | 朱良桥         | 10     |      |
| 资福乡                                          | 88.6  | 3.71 | 430124206 | 410621 | 资福           | 12     |      |

## 历史
宁乡汉朝时属益阳县，三国时置“新阳县”，晋代改名“新康县”，隋朝时期并入益阳县，唐贞观元年（627年）取乡土安宁之意，改新康县为“宁乡县”，宋朝兴国二年（977年）划入益阳、长沙、湘乡三县部分边域入宁乡，县治移至玉潭镇。
2017年4月，经国务院批准，同意撤销宁乡县，设立县级宁乡市，以原宁乡县的行政区域为宁乡市的行政区域，宁乡市人民政府驻玉潭街道金洲大道5段398号。宁乡市由湖南省直辖，长沙市代管。

## 人口
根据第七次人口普查数据，截至2020年11月1日零时，宁乡常住人口为1263332人。
2014年常住总人口121.84万人，户籍总人口139.35万人，城市居民达35万人（2010年）。

## 地理
宁乡地处湘东偏北的洞庭湖平原南缘地区，地理上界于东经111°53′-112°46′，北纬27°55′-28°29′，东与长沙市岳麓区、望城区为邻，东南接湘潭市雨湖区、湘潭县、韶山市、湘乡市，西与娄底市娄星区、涟源市交界，北与益阳市赫山区、桃江县、安化县毗连。东西最大跨度88公里，南北纵长69公里。是雪峰山余脉向东北滨湖平原过渡地带，境内地貌有山地、丘岗、平原。地表轮廓大体是北、西、南缘山地环绕，东南丘陵起伏，北部岗地平缓，东北低平开阔，整个地势由西向东呈阶梯状逐级倾斜。市境内有沩水河、乌江、楚江、靳江河四条主要河流，其中沩水、靳江为湘江一级支流，楚江、乌江是沩水一级支流，黄材水库为全国三大土坝水利工程之一。

### 气候
属中亚热带向北亚热带过渡的大陆性季风湿润气候，四季分明，寒冷期短，炎热期长。全市年日平均气温16.8℃，一月日平均4.5℃，七月日平均28.9℃。年平均无霜期274天，年平均日照1737.6小时，境内雨水充足，年均降水量1358.3毫米，年平均相对湿度81%。

## 经济

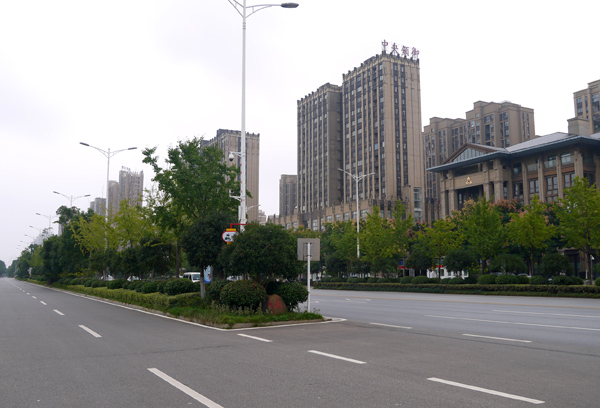
宁乡的主干道之一——金洲大道

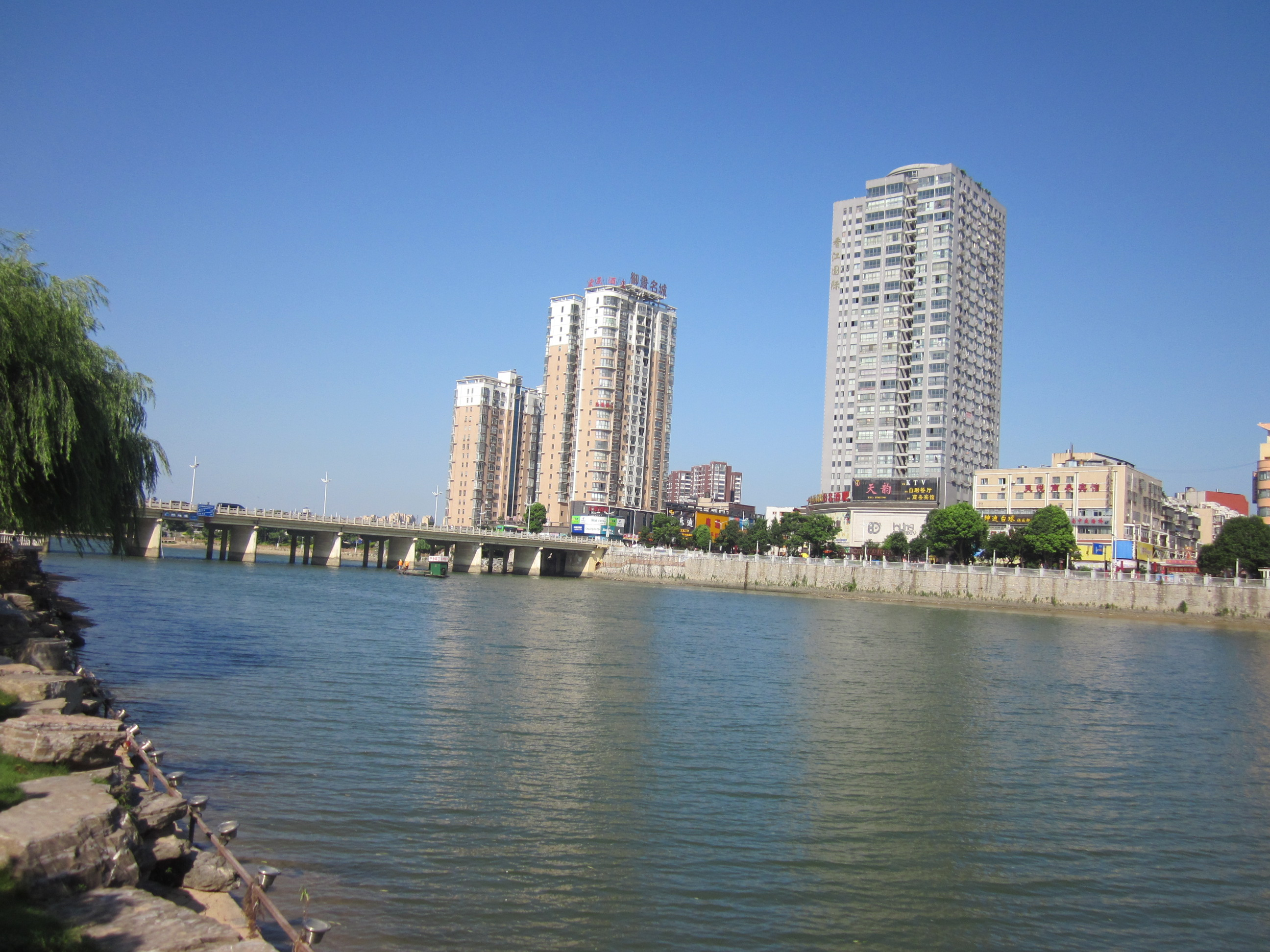
宁乡城区段的沩水河。

全国主要水稻、瘦肉型猪、水产品出产县市。粮食、生猪生产量属中国百强县市。全市拥有33个行业，450多家工矿企业，形成了建材、机电、化工、矿产、食品、服装六大支柱为主体的工业体系。
2004年，宁乡实现地区生产总值1,022,079万元，财政总收入56,029万元。一二三产业比重为16.3：50.8：32.9，农业总产值467,237万元；工业总产值1,002,106万元，其中国有企业、年销售收入500万元以上的非国有工业企业达182家，产值总量480,340万元；固定资产投资680,106万元，零售总额304,791万元。
2010年，宁乡实现地区生产总值489.58亿元，财政总收入25.48亿元。一二三产业比重为12.6:65.8:21.6，农业总产值98.34亿元；工业总产值831.56亿元，其中规模工业总产值660.37亿元，增长46.6%。实现工业增加值282.46亿元，增长23.8%，高于全市2.2个百分点；其中规模工业增加值192.67亿元，增长31.2%，高于全市7.2个百分点。
城市建成区达50平方公里（包含金洲新区11平方公里建成区）。2014年，宁乡市GDP总量910亿元（合148亿美元，购买力平价合252亿美元）；GDP人均75,079元（合12,222美元）。
全国五十强县，其经济竞争力居湖南省县（市）的第3位，也是湖南省肉类生产第1大、中国第15大县市，2017年，跃居全国百强县（市）第31位，中部第3位。
2021年，全年实现地区生产总值（GDP）1167.02亿元，比上年增长7.3%。其中，第一产业增加值131.29亿元，增长9.5%；第二产业增加值492.99亿元，增长6.2%；第三产业增加值542.73亿元，增长7.6%。三次产业结构由上年的12.2:40.6:47.2调整为11.3:42.2:46.5，工业增加值占GDP的比重为37.8%；第一、二、三产业对经济增长的贡献率为16.0%、34.9%和49.1%，分别拉动GDP增长1.2、2.5和3.6个百分点。按常住人口计算，人均GDP 92098元。第二十一届县域经济基本竞争力排名前移3位，跃居全国百强第18位，中部第3位; 县域经济与县域综合发展排名前移1位，跃居第15位。

## 政治

### 现任领导
| 机构     | · 中国共产党 · 宁乡市委员会 · 书记 | 宁乡市人民政府 市长 | 宁乡市人民代表大会 常务委员会 主任 | · 中国人民政治协商会议 · 宁乡市委员会 · 主席 |
| -------- | ---------------------------------- | ------------------- | ---------------------------------- | -------------------------------------------- |
| 姓名     | 张作林                             | 黄滔                | 王湘云                             | 钟利仁                                       |
| 民族     | 汉族                               | 汉族                | 汉族                               | 汉族                                         |
| 出生地   | 湖南省涟源市                       | 湖南省长沙县        | 湖南省宁乡市                       | 湖南省宁乡市                                 |
| 出生日期 | 1971年10月（53歲）                 | 1974年12月（50歲）  | 1972年10月（52歲）                 | 1967年11月（57歲）                           |
| 就任日期 | 2022年4月                          | 2021年5月           | 2021年10月                         | 2021年10月                                   |

### 反腐
2018年4月22日，宁乡市委常委、组织部长汤智斌违规收受红包礼金、礼品受到党内严重警告处分和免职处理。8月，宁乡原市委常委、市政府常务副市长刘平因“与多名女性发生不正当性关系，并婚外生子，套取公款违规开支，造成国家利益重大损失”遭到双开处分。
2019年2月20日，宁乡市人民法院党组成员、执行局局长胡勇红接受中纪委和国家监察委员会调查。2月24日，宁乡市政协党组书记、主席邓杰平涉嫌严重违纪违法接收中纪委和国家监察委员会调查。

## 交通
- 轨道：长石铁路、洛湛铁路
- 公路：
  - 高速公路： 许广高速、 长张高速、 长芷高速、 华常高速、 宁韶高速。
  - 城市主干道：金洲大道、岳宁大道、枫林西路、宁乡大道、创业大道、花明路、白马大道、一环路、二环路、三环路、春城路、人民路、楚沩路、白马大道、新康大道
  - 国道： 240国道、 319国道
  - 省道： 206省道、 208省道、 209省道、 311省道

## 文化与旅游

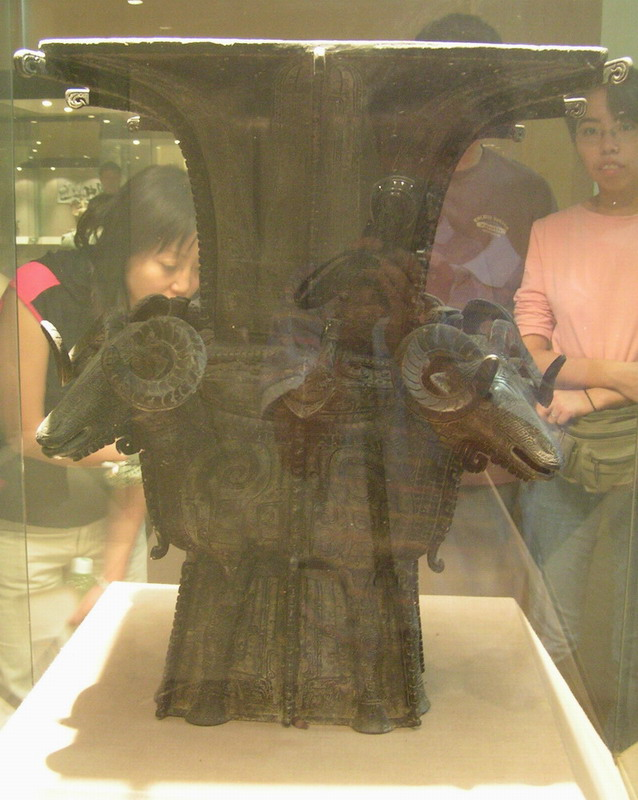
四羊方尊

近一个世纪以来，以沩水上游黄材等地为中心，相继出土了四羊方尊、大禾方鼎、虎食人卣、戈卣、象纹大铙、编铙等一大批商周铜器。长期以来，这些青铜器的来源及相关问题悬而未解。部分专家认为它们是商代晚期由商人直接带入湖南的，也有专家认定湖南的湘江流域有可能存在像江西新淦和四川广汉三星堆遗址那样高度发达而独立的青铜文明。
关于宁乡的青铜文明，请参见炭河里遗址。
1959年从老粮仓师古寨出土了五件商代青铜大铙。其中象纹铜铙是最精美的一件，现藏于湖南博物馆，整件大铙气势恢弘，通高70厘米，重67.25千克。
- 沩山国家风景名胜区、沩山密印寺（沩山乡）（宁乡市西部沩山乡）
- 裴休墓（沩山，属于湖南省文物保护单位）
- 灰汤国际温泉度假区（灰汤镇境内，水温86—93℃，日产水量3500吨）
- 黄材国家水利风景区（宁乡市西部黄材镇黄材水库）
- 金洲湖国家湿地公园（宁乡市市城东郊距离长沙市区仅20多公里）
- 凤凰山国家森林公园（宁乡市城东12公里处，距离长沙市区10多公里）
- 回龙山白云寺（始建于唐朝大中十二年即858年）
- 云山学校（1909年起，何叔衡、姜梦周、王凌波、谢觉哉等先后在此任教）
- 刘少奇故居和纪念馆（全国重点文物保护单位，坐落在花明楼镇）
- 谢觉哉故居（沙田乡肖家湾）
- 何叔衡故居（沙田乡）
- 惠同廊桥（沙田乡沙田村。）
- 张南轩墓、张浚墓（在巷子口镇罗带山，葬有张浚及其长子张栻，属于湖南省文物保护单位）
- 状元易祓墓（巷子口镇屏山。）

|  |  |  |
|  |  |  |